# NGC 1764
NGC 1764 (również ESO 56-SC30) – gromada otwarta, znajdująca się w gwiazdozbiorze Złotej Ryby. Należy do Wielkiego Obłoku Magellana. Odkrył ją John Herschel 2 stycznia 1837 roku.